# Liga de los justos
La Liga de los justos (Bund der Gerechten; originariamente Liga de la Justicia, Bund der Gerechtigkeit) fue una organización revolucionaria clandestina fundada en París en 1836 por emigrados alemanes pertenecientes a la Liga de los Proscritos. Su lema era «Todos los hombres son hermanos». En 1847 tomará el nombre de Liga de los Comunistas, a propuesta de Karl Marx y de Friedrich Engels.

## Historia
Las primeras organizaciones revolucionarias alemanas surgieron en el extranjero bajo el impulso de los oficiales artesanos emigrados y de algunos intelectuales exiliados. Uno de los grupos más activos fue el de París, donde en 1834 surgió la clandestina Liga de los Proscritos cuya finalidad era «liberar a Alemania del yugo de su vergonzosa servidumbre y crear un Estado que, en la medida de lo posible, haga que sea imposible la vuelta a la miseria y a la esclavitud».
En 1836 de la Liga de los Proscritos surgió la Liga de los justos por iniciativa del exiliado alemán Karl Schapper, que había sido expulsado de Suiza por sus actividades revolucionarias, y del sastre Georg Weissenbach. Su organización clandestina —más democrática y menos autoritaria que la de la Liga de los Proscritos, que había tomado como modelo a los carbonarios— se estructuró en 'ayuntamientos' (Gemeinde) de un máximo de diez personas y en 'distritos' (Gauen), bajo la dirección de un comité central denominado 'Cámara del Pueblo' (Volkshalle), cuyos miembros detentaban el cargo por un año y podían ser revocados. Se calcula que al principio no superaría los cien afiliados.

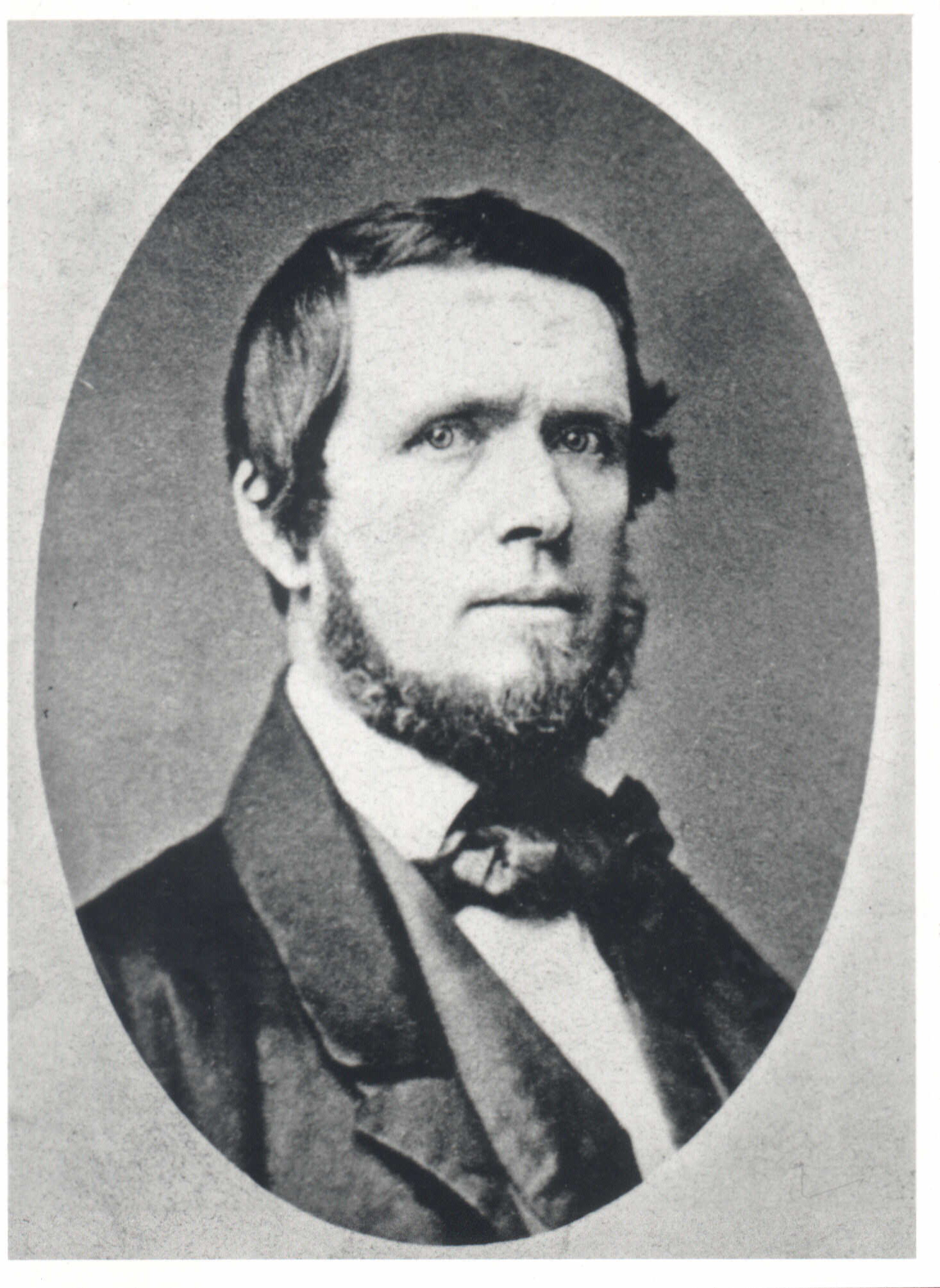
Wilhelm Weitling, principal teórico de la Liga de los justos hasta mediados de los años 1840.

La Liga de los Justos, a diferencia de la Liga de los Proscritos, fijó como uno de sus objetivos fundamentales la solución de la cuestión social. En el artículo 3 de los estatutos aprobados en 1838 se decía: «Finalidad de la Liga es liberar Alemania del yugo de la vergonzosa opresión, contribuir a la redención de la humanidad y a la realización de los principios contenidos en los derechos del hombre y del ciudadano». Esta objetivo fue precisado en 1843 cuando se afirmó que la Liga «aspira a la redención de la humanidad y a la fundación de iguales derechos e iguales deberes para todos y cada uno».
La orientación socialista y comunista de la Liga la inició el propio Karl Schapper que publicó en 1838 una obra con el significativo título de La Comunidad de bienes, pero fue el principal teórico de la organización, Wilhelm Weitling, que se unió a la Liga un año después de su fundación, quien la desarrolló. Gracias a los fondos que le proporcionó pudo publicar en 1838 clandestinamente su primera obra titulada La humanidad tal como está y tal como debería estar, en la que se oponía a la vía reformista defendida hasta entonces por la mayoría de los socialistas utópicos y señalaba a la clase obrera como la protagonista de la revolución que habría de traer una sociedad «comunista» estructurada en «asociaciones de familias» y cuyo origen retrotraía a Jesucristo, quien según Weitling —siguiendo a Lamennais—, había sido el primero en defender la comunidad de bienes.
La Liga se extendió fuera de Francia, formando agrupaciones entre los emigrados alemanes en Suiza y en Gran Bretaña, y también en los propios estados alemanes, siendo especialmente activas las de Frankfurt y Hamburgo. En 1839 a causa de la implicación de Schapper y de otros miembros de la Liga en la conjura de la Sociedad de las Estaciones (Société des Saisons) de Blanqui, la dirección del grupo tuvo que abandonar París. Según recordó Friedrich Engels cuarenta y cinco años más tarde en aquellos tiempos «la Liga no era, de hecho, más que una rama alemana de las sociedades secretas francesas, y principalmente de la Société des Saisons, dirigida por Blanqui y Barbès, con la que estaba en íntima relación. Los franceses se echaron a la calle el 12 de mayo de 1839; las secciones de la Liga hicieron causa común con ellos y se vieron así arrastradas a la derrota común».
Schapper, acompañado del relojero Jospeh Moll y del zapatero Heinrich Bauer, huyó a Londres donde impulsó la Sociedad Comunista de Formación Obrera (Kommunistischer Arbeiterbildungsverein), influida por el comunismo del francés Cabet, y que se convertirá en una de las primeras organizaciones del socialismo internacional. En 1844 la Sociedad Comunista de Formación Obrera publicó en un periódico de Hamburgo un manifiesto en el que se puede apreciar la evolución hacia una posición clasista obrera que había experimentado el grupo de Londres decidido a llevar a cabo «la gran tarea del siglo XIX: la emancipación de las clases trabajadoras, del proletariado»:

Hemos comprendido que la pura transformación política del Estado no serviría más que para ser explotados por otros en lugar de por nuestros actuales dueños, y sobre esta base nos son ajenos también todos los individuos cuyos objetivos expresan una tendencia exclusivamente política. [...] Nos es indiferente que el Estado sea monárquico, constitucional o republicano, con tal de que se base solamente en la justicia.

Por su parte Weitling se había refugiado en Ginebra donde publicó en 1842 Las garantías de la armonía y de la libertad, una obra donde aparece ya claramente su mesianismo, próximo a los anabaptistas de Münster, y que desarrollará en El Evangelio del pobre pecador, publicada al año siguiente, y en la que Jesucristo es presentado como el primer revolucionario, por lo que la obra es prohibida en Suiza y Weitling pasa varios meses en prisión.
A mediados de la década de 1840 se produce el acercamiento a la Liga de otros dos significados exiliados alemanes, Karl Marx y Friedrich Engels, que a principios de 1846 habían fundado en Bruselas, junto con Philippe Gigot, el Comité Comunista de Correspondencia. Marx —al igual que el francés Proudhon— había manifestado su admiración por Weitling a quien consideraba muy superior a «la mediocridad de la literatura política alemana», pero no compartía la concepción comunista de éste —mantuvo con él un duro debate en Bruselas en marzo de 1846— y sus críticas divulgadas por el Comité de Correspondencia encontraron cada vez más eco entre los miembros de la Liga, especialmente en la sección de Londres encabezada por Schapper y Moll. Así en junio de 1847 se celebró un Congreso en la capital británica en el que se aprobó la integración del Comité en la Liga y el cambio del nombre de ésta que pasó a llamarse Liga comunista. También se cambió el lema «Todos los hombres son hermanos» por el de «¡Proletarios de todos los países, uníos!».